# Heudicourt-sous-les-Côtes
Heudicourt-sous-les-Côtes település Franciaországban, Meuse megyében. Lakosainak száma 169 fő (2022. január 1.). Heudicourt-sous-les-Côtes Buxières-sous-les-Côtes, Chaillon, Nonsard-Lamarche és Vigneulles-lès-Hattonchâtel községekkel határos.

## Népesség
A település népességének változása:
| Lakosok száma | 173  | 170  | 176  | 166  | 166  | 165  | 164  | 166  | 169  |
|               | 2013 | 2015 | 2016 | 2017 | 2018 | 2019 | 2020 | 2021 | 2022 |